# Doug Chiang
Doug Chiang, född 16 februari 1962,  är en taiwanesisk designer som bland annat gjort sig känd som creative director för George Lucas Industrial Light and Magic samt som vice president och exekutiv creative director för Lucas Film. Chiang har bland annat jobbat med filmer som Terminator 2, The Mask, Forrest Gump och Star Wars. 